# Kaitlyn Dever
Kaitlyn Rochelle Dever, född den 21 december 1996 i Phoenix i Arizona, är en  amerikansk skådespelare.
Hon föddes i Arizona av konståkningstränarna Kathy och Tim Dever. Mamman, som var född 1971, avled i bröstcancer i februari 2024. Föräldrarna satte Dever i teaterskola redan som femåring. Hon var i ung ålder intresserad av balett, konståkning och gymnastik men bestämde sig för att satsa på skådespelaryrket. 
Dever har medverkat i TV-serierna Justified 2011–2015, Last Man Standing 2011–2021 och Unbelievable från 2019. Hon har även spelat en av huvudrollerna i filmerna Booksmart från 2019 och Rosaline från 2022.

## Filmografi (i urval)
- 2011–2015 – Justified
- 2011–2021– Last Man Standing
- 2019 – Unbelievable
- 2019 – Booksmart
- 2021 – Dopesick (TV-serie)
- 2022 – Ticket to Paradise
- 2022 – Rosaline
- 2023 – Next Goal Wins
- 2023 – Good Grief
- 2025 – The Last of Us (TV-serie)
- 2025 – Apple Cider Vinegar (TV-serie)
- 2025 – A House of Dynamite
- 2027 – Godzilla x Kong: Supernova